# Barby Nortoft
Barby Nortoft – wieś w Anglii, w hrabstwie Northamptonshire, w dystrykcie (unitary authority) West Northamptonshire. Leży 24 km na północny zachód od miasta Northampton i 119 km na północny zachód od Londynu.